# Bécarde cannelle
Pachyramphus cinnamomeus
Espèce
Répartition géographique
Statut de conservation UICN

 LC  : Préoccupation mineure
La Bécarde cannelle (Pachyramphus cinnamomeus) est une espèce de passereaux de la famille des Tityridae.

## Description
Elle mesure entre 14 et 15 centimètres. Elle a la 9e primaire très courte et fortement pointue. Le dessus, incluant la queue, est roux-fauve avec certains endroits plus marqués. Les primaires et les secondaires sont sombres bordées de fauve avec l'extérieur des primaires légèrement plus foncé. Les grandes ailes sont légèrement plus pâles que le reste. Le dessus de l'œil est discrètement barré de noir. Une étroite bande chamois part du dessus des lores gris clair jusqu'à la base du bec. Le dessous va du chamois au chamois-fauve avec le menton plus pâle; Les axillaires, les bords et le dessous des ailes vont de chamois à fauve.

## Habitat
Elle fréquente les lisières des forêts humides, des forêts secondaires, les clairières, les plantations et les mangroves.

## Liste des sous-espèces
Selon la classification de référence du Congrès ornithologique international (15.1, 2025) elle se répartit en quatre sous-espèces (ordre phylogénique) :
- P. c. fulvidior Griscom, 1932 — du sud du Mexique au Panama ;
- P. c. cinnamomeus Lawrence, 1861 — El Chocó ;
- P. c. magdalenae Chapman, 1914 — du nord de la Colombie au lac de Maracaibo ;
- P. c. badius Phelps & Phelps Jr, 1955 — Venezuela.